# Kanokon
Kanojo wa Kon, to Kawaiku Seki o Shite (彼女はこん、とかわいく咳をして lit. Ella tiene una linda tos?) abreviado comúnmente como Kanokon (かのこん?) es una novela ligera japonesa escrita por Katsumi Nishino, e ilustrada por Koin. La primera novela fue lanzada el 31 de octubre de 2005, y hasta febrero de 2008 consta de diez volúmenes publicados por Media Factory baja su etiqueta MF Bunko J. Fue adaptado a un manga por Rin Yamaki publicándose en la revista seinen Monthly Comic Alive desde 27 de junio de 2006, también por la editora Media Factory. Un drama CD fue lanzado el 28 de marzo de 2007. Una serie de anime fue estrenada el 5 de abril de 2008 y es producida por los estudios Xebec. Además salió una novela visual con el título de Kanokon Esuii desarrollada por 5pb y distribuido por la PlayStation 2 el 31 de julio de 2008. La historia sigue la vida de Kōta Oyamada y la chica zorro y lobo que están detrás de él.

## Argumento
La trama principal, gira en torno a Kōta Oyamada, un joven estudiante de primero de secundaria superior que se transfiere a la academia Kunpō. En su primer día de clases, una simpática estudiante de segundo año llamada Chizuru Minamoto le pide que vaya en su encuentro, solo, en la sala de música para conocerse. Cuando él llega, ella le confiesa que está enamorada de él y accidentalmente le revela que ella es en realidad una kitsune, una deidad zorro que ha vivido por 400 años. Desde ese día los dos van juntos a la academia, y Chizuru se cuelga constantemente en Kōta algo que lo desconcierta grandemente debido a que otros lo miran despectivamente y lo catalogan como mujeriego y pervertido. Sin embargo, poco después de que la historia comience, una deidad lobo llamada Nozomu Ezomori se transfiere a la escuela y clase de Kōta. A partir de ese día, su vida se verá interrumpida por estas dos deidades, quienes competirán para decidir quien le corresponde a Kōta.

## Personajes

### Principales
Kōta Oyamada (小山田 耕太?)
Seiyū: Mamiko Noto
Kōta es el protagonista de la historia.(13 años) Él se muda antes de iniciar su primer año en la secundaria superior y en su primer día de clases, descubre que la chica de segundo año, Chizuru Minamoto, es en realidad una kitsune. Solía vivir con su abuelo antes de mudarse. Generalmente tiene una personalidad moderada e indecisa. Aparentemente, sus padres fallecieron y debido a ello vive con sus abuelos. Tiene fuertes sentimientos por Chizuru, pero por su personalidad tímida no reconoce sus sentimientos. De pequeño casi fallece ahogado en un río y desde entonces tiene miedo de nadar.
Chizuru Minamoto (源 千鶴?)
Seiyū: Ayako Kawasumi
Chizuru es una estudiante de segundo año de la escuela donde estudia Kōta. Ella aparenta ser normal, pero es muy sensual y con pechos algo grandes, pero en realidad es una kitsune de 400 años (cuando muestra su verdadera forma, se puede observar su cola de zorro y su cabello se torna rubio). Constantemente acosa a Kōta, apretándolo entre sus pechos, siendo el único hombre a quien trata de esa manera. Ella ama a Kōta y desea tener una "relación pecaminosa" con él.
Nozomu Ezomori (犹守 望?)
Seiyū: Miyū Takeuchi
Nozomu es una estudiante de primer año que aparece en el segundo volumen de la novela y el segundo episodio del anime. Tiene cabello corto plateado, y es en realidad una deidad de lobo. Tiene un hermano mayor llamado Saku. Está enamorada de Kōta, siendo rival directa de Chizuru por el afecto de él. Nozomu no puede competir en términos de busto con ella, pero eso no le impide que la moleste por ello, diciéndole cosas como sadomasoquista y cosplay.

### Secundarios
Tayura Minamoto (源 たゆら?)
Seiyū:Toshiyuki Toyonaga
Tayura es el hermano menor de Chizuru. Es compañero de clases de Kōta. Parece mucho mayor a los chicos de su edad. Está celoso de la relación de su hermana con Kōta, aun así disfruta molestándolos por el modo en que expresan su amor. Él es una persona calmada y tranquila. Sin embargo su dolor de cabeza es Akane a la que no deja de expresarle el deseo de tener una buena amistad, respondiéndole ella con una fría indiferencia. El admite que le gusta la manera en como le trata. Como su hermana, es un espíritu de zorro.
Akane Asahina (朝比奈 あかね?)
Seiyū:Chiwa Saitō
Akane es la representante de la clase de Kōta. Lleva anteojos. Tiene un alto sentido de la responsabilidad y las buenas costumbres. Por lo que le incomoda bastante la buena relación de Kōta con una estudiante mayor de segundo año. Ella nota el modo en que Kōta mira a Chizuru y como le permite a ella "sus lujuriosos actos". Parecería estar celosa de la atención que le prestan al cuerpo de Chizuru. Aunque trata fríamente a Tayura parece sentir alguna simpatía después que él se arriesga a salvarle la vida. Es conocida por su intolerancia a las bebidas alcohólicas.
Ren Nanao (七々尾 蓮?),;Ai Nanao (七々尾 藍?)
Seiyū:Mai Kadowaki (Ren) y Tamaki Nakanishi (Ai)
Ren y Ai son las hermanas gemelas de primer año en la escuela de Kōta. Apareciendo en el quinto volumen de las novelas. Son cazadoras de espíritus que viven en un templo muy pobre por lo que en el instituto viven en la indigencia; se las ve haciendo cosas que solo personas sin hogar harían, como preparar un guisado con hierbas del río y productos caducos de basureros de las carnicerías o comer solo cortezas de pan (las pastelerías japonesas las desechan) y acampar en sitios baldíos. En un principio se les dio la tarea de asesinar a Chizuru, pero después que las invitara a comer y oyeran decir que las consideraba sus amigas, renunciaron a la misión. Se les puede identificar por sus peinados ligeramente diferentes. Para atacar usan armas blancas de largo alcance y explosivos. En el manga abandonan su hogar tras desistir de asesinar a Chizuru y debido al gran cariño que desarrollan hacia ella (su gran busto les recuerda a su madre) pasando a vivir como las "hijas adoptivas" de Chizuru y Kōta.
Omi Kiriyama (桐山 臣?)
Seiyū:Takashi Hondō
Omi es un estudiante de segundo año en la escuela de Kōta. En realidad es un Kamaitachi, una comadreja con el poder de controlar el viento. Omi era una vez el amargo enemigo de los hermanos Minamoto. Le desagrada la amistad que tiene Kōta con el resto. Es retraído y de pocas palabras, en un arranque de ira llega a lastimar accidentalmente a Kōta. Por lo que casi es expulsado. En el volumen cuatro de las novelas es un exitoso líder de una pandilla de delincuentes de la escuela.
Mio Osakabe (長ヶ部 澪?)
Seiyū:Miyu Matsuki
Mio es una estudiante de segundo año en la escuela. Que acompaña a Omi debido a su poca estatura puede pasar desapercibida para los estudiantes menores de primer año. Es una rana y segrega un aceite con propiedades curativas. Tiene un trato preferente con Omi.
Ryūsei Kumada (熊田 流星?)
Seiyū:Kenta Miyake
Ryūsei es un estudiante de tercer año en la escuela de Kōta fácil de reconocer por la cicatriz que le cruza el ojo izquierdo. Fue una vez el líder de la banda de delincuentes de la escuela antes de que Omi asumiera esa responsabilidad. Es un Okuma, un espíritu de oso. En el cuarto volumen de las novelas, se gradúa de la secundaria tomando el nombre de Suisei Kumada  (熊田 彗星?), regresando a la escuela como estudiante de primer año.
Saku Ezomori (犹守 朔?)
Seiyū:Yūto Kazama
Saku es el hermano mayor de Nozomu. Aparece en el segundo volumen de las novelas. Al normalmente se la ve manejando una motocicleta. Ya posteriormente el declara estar enamorado de Chizuru poniendo a Kōta un brazalete para detener cualquier intento de Chizuru para pervertirlo. Chizuru al cabo de unos días le obliga a quitarle el brazalete después que Kōta y Chizuru fusionados logran derrotarlo.
Minori Mitama (三珠 美乃里?)
Minori es una niña de apariencia dulce e inocente aunque en el fondo parece tener cierta perversidad, lleva un precioso vestido blanco, se la ve llevar un oso de felpa, nunca se separa de su guardaespaldas nue, se refiere a sí misma como la hermana menor de Kōta, desea sin éxito acabar con la relación de Chizuru con Kouta.
Nue (鵺?)
Nue es el sirviente de Minori y como su nombre indica es un nue, es su brazo derecho obedeciendo todas sus órdenes.
Tamamo (玉藻?)
Seiyū:Naomi Shindō
Tamamo ella es la madre de Chizuru aunque sin parentesco de sangre. Al igual que su hija posee un gran atractivo y sensualidad. Ella es un poderoso kitsune de nueve colas y cabello dorado. Es gerente de una posada de aguas termales en las montañas más un hotel en la playa. No se lleva bien con su hija, al parecer debido a que ella misma se siente atraída por Kōta entrometiéndose de ese modo en su relación. Hace su aparición en el volumen tres de las novelas.
Yukihana (雪花?)
Seiyū:Risa Hayamizu
Yukihana una Yuki-onna. Hace su aparición en el volumen tres de las novelas. Es un ninja que trabaja al servicio de Tamamo en su hotel veraniego. Tiene una personalidad respetuosa y disciplinada. En el séptimo volumen, se convierte en maestra para los desfavorecidos en la escuela de Kōta. Como maestra se pone el nombre de Hanadai Yukino  (雪野花代?). Y si alguien la llama usando el nombre de Yukihana ella responde que no es esa persona. Puede manipular a voluntad las tempestades de nieve y usa una centelleante espada en la batalla, es un espíritu muy fuerte.

## Contenido de la obra

### Novela ligera
Kanokon es escrito por Katsumi Nishino, e ilustrado por Koin. La serie empezó bajo el título de Kanojo wa Kon, to Kawaiku Seki o Shite (彼女はこん、とかわいく咳をして lit. Ella tiene una linda tos?) cuando la novela fue publicada por Media Factory obteniendo el reconocimiento de "Novedad del año 2005 de novelas ligeras de MF Bunko J". La primera novela fue lanzada el 31 de octubre de 2005, y hasta el 25 de febrero de 2008, nueve volúmenes han sido publicados. Éstas han sido licenciadas por Seven Seas Entertainment para su distribución por Estados Unidos.
| Volumen    | Título                                 | Fecha de publicación     | ISBN                   |
| ---------- | -------------------------------------- | ------------------------ | ---------------------- |
| Volumen 1  | Kanokon                                | 25 de octubre de 2005    | ISBN 978-4-8401-1429-5 |
| Volumen 2  | Kanokon 2: Beginnings' Beginnings      | 25 de enero de 2006      | ISBN 978-4-8401-1488-2 |
| Volumen 3  | Kanokon 3: Yukiyama Family Plan        | 25 de abril de 2006      | ISBN 978-4-8401-1534-6 |
| Volumen 4  | Kanokon 4: The Maidens' Secret         | 25 de julio de 2006      | ISBN 978-4-8401-1577-3 |
| Volumen 5  | Kanokon 5: Reclaim Your Love!          | 25 de octubre de 2006    | ISBN 978-4-8401-1727-2 |
| Volumen 6  | Kanokon 6: The Pied Piper of Nagisa    | 25 de enero de 2007      | ISBN 978-4-8401-1785-2 |
| Volumen 7  | Kanokon 7: Farewell, Wolf              | 25 de junio de 2007      | ISBN 978-4-8401-1871-2 |
| Volumen 8  | Kanokon 8: A Secret Between Lovers     | 22 de noviembre de 2007  | ISBN 978-4-8401-2144-6 |
| Volumen 9  | Kanokon 9                              | 25 de febrero de 2008    | ISBN 978-4-8291-3628-7 |
| Volumen 10 | Kanokon 10: Beginning of the End       | 25 de mayo de 2008       | ISBN 978-4-8401-2320-4 |
| Volumen 11 | Kanokon 11: I Will Save My Love!       | 25 de septiembre de 2008 | ISBN 978-4-8401-2425-6 |
| Volumen 12 | Kanokon 12: Chizuru's Merry-Go-Round!  | 23 de enero de 2009      | ISBN 978-4-8401-2639-7 |
| Volumen 13 | Kanokon 13: Maiden Triangle            | 25 de septiembre de 2009 | ISBN 978-4-8401-2836-0 |
| Volumen 14 | Kanokon 14: Heart-Pounding Love Lesson | 25 de enero de 2010      | ISBN 978-4-8401-3160-5 |
| Volumen 15 | Kanokon 15 ~Kanojo wa Kon to......~    | 24 de diciembre de 2010  | ISBN 978-4-8401-3458-3 |

### Manga
Una adaptación a manga se publica en la revista seinen mensual Monthly Comic Alive desde el 27 de junio de 2006, publicado por Media Factory. El manga se basa en la novela ligera, y es ilustrada por Rin Yamaki. El primer tankobon fue lanzado el 31 de enero de 2007, constando hasta de cuatro volúmenos hasta abril de 2008.
| Volumen | ISBN                   | Fecha de publicación en Japón |
| ------- | ---------------------- | ----------------------------- |
| 01      | ISBN 978-4-8401-1665-7 | 31 de enero de 2007           |
| 02      | ISBN 978-4-8401-1941-2 | 31 de agosto de 2007          |
| 03      | ISBN 978-4-8401-1976-4 | 30 de noviembre de 2007       |
| 04      | ISBN 978-4-8401-2211-5 | 31 de marzo de 2008           |

### CD Drama
Un CD Drama basado en la serie fue lanzada el 28 de marzo de 2007 por Media Factory. El sencillo principal del drama fue "Otoko no ko Desho" (オトコのコでしょ?) interpretado por Marina Kuroki.

### Programa de radio por internet
Un programa de radio por internet llamado Radio Kanokon: Diario de despedir el crecimiento de Chizuru y Kouta (かのこんラジオ 〜耕太とちずるのゆやよん成長日記〜 Kanokon Radio ~Kouta to Chizuru no Yuya Yon Seichō Nikki~?) se estrenó el 21 de marzo de 2007, y se realiza cada viernes. El programa es presentado por Mamiko Noto (como Kouta), y Ayako Kawasumi (como Chizuru). El opening es "Strategy" interpretado por Ui Miyazaki, y el ending, "Sweet Time", por Yui Sakakibara.

### Anime
Dirigida por Atsushi Ōtsuki y realizada por el estudio Xebec, el anime se estrenó el 5 de abril de 2008 por la cadena televisiva AT-X. El opening de la serie es "Phosphor" interpretado por Ui Miyazaki, y el ending, "Koi no Honō" (恋の炎?), interpretado por Yui Sakakibara.

#### Episodios
| # | Título                                                                    | Estreno             |
| --- | ------------------------------------------------------------------------- | ------------------- |
| 01 | «¿El primer momento?» «Hajimete Shichau?» (初めてしちゃう?)               | 5 de abril de 2008  |
| Kouta va caminado hacia la escuela encontrando casualmente a Chizuru que constantemente lo abraza apretándolo fuertemente contra sus pechos avergonzando a Kouta. Akane en vano trata de separar a Chizuru de Kouta. En la escuela Chizuru le entrega una carta de amor para encontrarse en el aula de música. Chizuru lo recibe con un apasionado beso confesándole su amor. En el proceso accidentalmente Chizuru le revela que en realidad es un kitsune disponiéndose para su primer relación sexual el hermano de Chizuru interfiere. Diciendo que su relación es peligrosa. Chizuru posee a Kouta por unos instantes para probar su vínculo con Kouta. Haciendo un enorme agujero en el edificio escolar. |                                                                           |                     |
| 02 | «¿Nos hacemos uno?» «Hitotsu ni Nacchau?» (ひとつになっちゃう?)           | 12 de abril de 2008 |
| De regreso a su casa Kouta se encuentra con una misteriosa niña de misma edad. El instintivamente se da cuenta de que se trata de un espíritu como Chizuru. El día siguiente se encuentra con la misma niña. Presentándose en la clase de Kouta como Nozomu Ezomori una estudiante de intercambio de Hokkaidō. Más tarde Nozomu se revela a Chizuru y Kouta como integrante de un poderoso clan de lobos. Y debido al deseo que tiene por Kouta se convertirá en el principal obstáculo para Chizuru. |                                                                           |                     |
| 03 | «¿Es delicioso comer?» «Oishiku Tabechau?» (美味しく食べちゃう?)          | 19 de abril de 2008 |
| A Chizuru como una forma de cautivar a Kouta se le ocurre usar la comida. Resultando ser una pésima cocinera. En la escuela se arma toda una batalla con Nozomu para ver cual logra satisfacer a Kouta preparando unos malísimos experimentos de platillos, para quedar bien con ambas, Kouta deja todo en un empate. Ya no pudiendo soportar tanta presión, Kouta termina con la competencia gritando a Chizuru. Ella engañándolo consigue apartarlo de los demás para estar a solas con él, incitándolo a participar de un divertido juego masoquista. |                                                                           |                     |
| 04 | «¿Ya no puedes quitártelo?» «Nugenaku Nacchatta?» (脱げなくなっちゃった?) | 26 de abril de 2008 |
| Chizuru sin saber como derrotar a Nozomu, busca una forma de conquistar a Kouta. Entra a una habitación prohibida donde encuentra un traje de conejita que está maldito ya que le es imposible quitárselo una vez puesto. Para protegerse de la mirada indecente de los hombres, Chizuru se queda en la casa de Kouta. El traje contiene a un espíritu perverso que puede cambiar la ropa de las estudiantes convirtiéndolas en fetiches cosplay, para separarla de ese demonio que se está alimentando de la energía vital de Chizuru, Kouta se une con ella librándola del maleficio y destruyendo al demonio con la fuerza de su amor. |                                                                           |                     |
| 05 | «¿Ya no funciona?» «Dame ni Nacchau??» (ダメになっちゃう?)                | 3 de mayo de 2008   |
| Saku el hermano mayor de Nozomu pone en la muñeca de Kouta un brazalete que le provoca un intenso dolor cada vez que se excita sexualmente. Preocupando a Chizuru quien debe moderarse para evitar que su comportamiento termine matando a Kouta. Chizuru reprime sus sentimientos por un par de días resultando insoportable tanto comportamiento reprimido empieza a mostrar serios síntomas de síndrome de abstinencia. Para remediarlo Tayura y Omi tratan de negociar con el hermano de nozomu para que le retire el brazalete desafiándolo a una pelea. Demostrado ser bastante rudo Nozomu oye el rugido de victoria de su hermano. Presintiendo Kouta el peligro llega a la batalla para unir sus fuerzas con Chizuru venciendo al hermano de Nozomu. |                                                                           |                     |
| 06 | «¿Puedo pedirte esto?» «Onegaishichau?» (お願いしちゃう?)                 | 10 de mayo de 2008  |
| El año nuevo japonés ha llegado. Kouta se encuentra disfrutando de un momento de quietud en su casa. Cuando es importunado por Chizuru. El para relajarse se toma su tiempo escribiendo caligrafía. Ella para calentar las cosas la pasa insinuándosele. Haciendo que Kouta le quite su kimono para revelarle su traje de baño escolar. Finalmente ellos juegan, un erótico juego de dados donde los jugadores deben hacerse mutuamente cosas pervertidas. Interrumpiéndoles Nozomu Kouta las invita a participar en el templo por el año nuevo. Encontrándose con el hermano de Chizuru y con otros compañeros. Al final del día todos dejan el santuario para volver a la casa de Kouta. |                                                                           |                     |
| 07 | «¿Me dejas calentarte?» «Atatamete Agechau?» (あたためてあげちゃう?)      | 17 de mayo de 2008  |
| Yukihana una yuki-onna de la familia de Chizuru. Pone a prueba los lazos que existen entre Chizuru y Kouta. Creando una poderosa tempestad de nieve solo alrededor de la escuela haciendo que los estudiantes busquen como calentarse. Kouta, Chizuru, Nozomu y Tayura van a buscar a Yukihana. Después que Tayura es congelado en una pelea con una banda de muñecos de nieve. Chizuru, Nozomu y Kouta consiguen escapar encerrándose en un aula cercana. Chizuru y Nozomu usan sus cuerpos para calentar a Kouta. Apareciendo Yukihana Chizuru y Kouta intentan escapar. Ellos combinan sus fuerzas mostrando su fuerte compromiso. Yukihana retira la tormenta para informar a Chizuru que su madre necesita que regrese a su pueblo natal y quiere que traiga a Kouta, en eso cuando finalmente sale el sol en la escuela y los compañeros de clases de Kouta y Chizuru, descubren a estos dos afuera en la nieve, donde también ven que Chizuru esta completamente desnuda frente a él y rápidamente sus compañeros de clases empiezan a malinterpretar la situación de ambos. |                                                                           |                     |
| 08 | «¿Podemos entrar juntos?» «Issho ni Haicchau?» (一緒に入っちゃう?)        | 24 de mayo de 2008  |
| 09 | «¿Puedes sentirlo?» «Kanjisugichau?» (感じすぎちゃう?)                    | 31 de mayo de 2008  |
| 10 | «¿Podré contenerme?» «Enryo Shichau?"» (遠慮しちゃう?)                    | 7 de junio de 2008  |
| 11 | «¿Ya te mojaste?» «Mō Nurechau?» (もう濡れちゃう?)                        | 14 de junio de 2008 |
| 12 | «¿Por fin lo haremos?» «Tsui ni Shichau?» (ついにしちゃう?)               | 21 de junio de 2008 |